# Чигирган (Карс)
Чигырган (тур. Çığırgan) — село в турецкой провинции Карс, регион Восточная Анатолия. Расположено в 22 км от столицы провинции города Карс. Деревня носит своё название с 1889 года. До геноцида армян село являлось армянским. В 1886 году в селе проживало 244 армянина.. Как отмечает «Каталог землетрясений Российской империи», 12 сентября 1888 года близ армянской деревни Чигирган произошло землетрясение в результате которого было разрушено несколько домов, при этом жители не пострадали.

## Население
В 1886 году в селе проживало 244 армянина. Ныне курдо-суннитское поселение.
| Данные о населении села по годам | Данные о населении села по годам |
| -------------------------------- | -------------------------------- |
| 2021                             | 633                              |
| 2020                             | 655                              |
| 2019                             | 641                              |
| 2018                             | 620                              |
| 2017                             | 620                              |
| 2016                             | 641                              |
| 2015                             | 666                              |
| 2014                             | 700                              |
| 2013                             | 743                              |
| 2012                             | 821                              |
| 2011                             | 822                              |
| 2010                             | 862                              |
| 2009                             | 924                              |
| 2008                             | 910                              |
| 2007                             | 876                              |
| 2000                             | 972                              |
| 1990                             | 901                              |
| 1985                             | 940                              |
| 1886                             | 244                              |